# Natan Rapaport
Natan Jakow Rapaport (někdy též Rapoport, Rappaport; 7. listopadu 1911, Varšava – 5. června 1987, New York) byl židovský sochař původem z Polska, který se ve své tvorbě zaměřoval na téma holocaustu.

## Život
Narodil se ve Varšavě. Zhruba ve 25 letech získal stipendium na studium ve Francii a Itálii. Po vypuknutí druhé světové války a německé invazi do Polska uprchl do Sovětského svazu, kde strávil většinu války. Po ní se vrátil do Varšavy, kde vystudoval Akademii výtvarných umění. Následně žil ve Francii a Izraeli, načež se v roce 1959 přestěhoval do Spojených států, kde se usadil v New Yorku a v tomto městě žil až do své smrti. Zemřel v sedmdesáti pěti letech na infarkt myokardu.

## Galerie

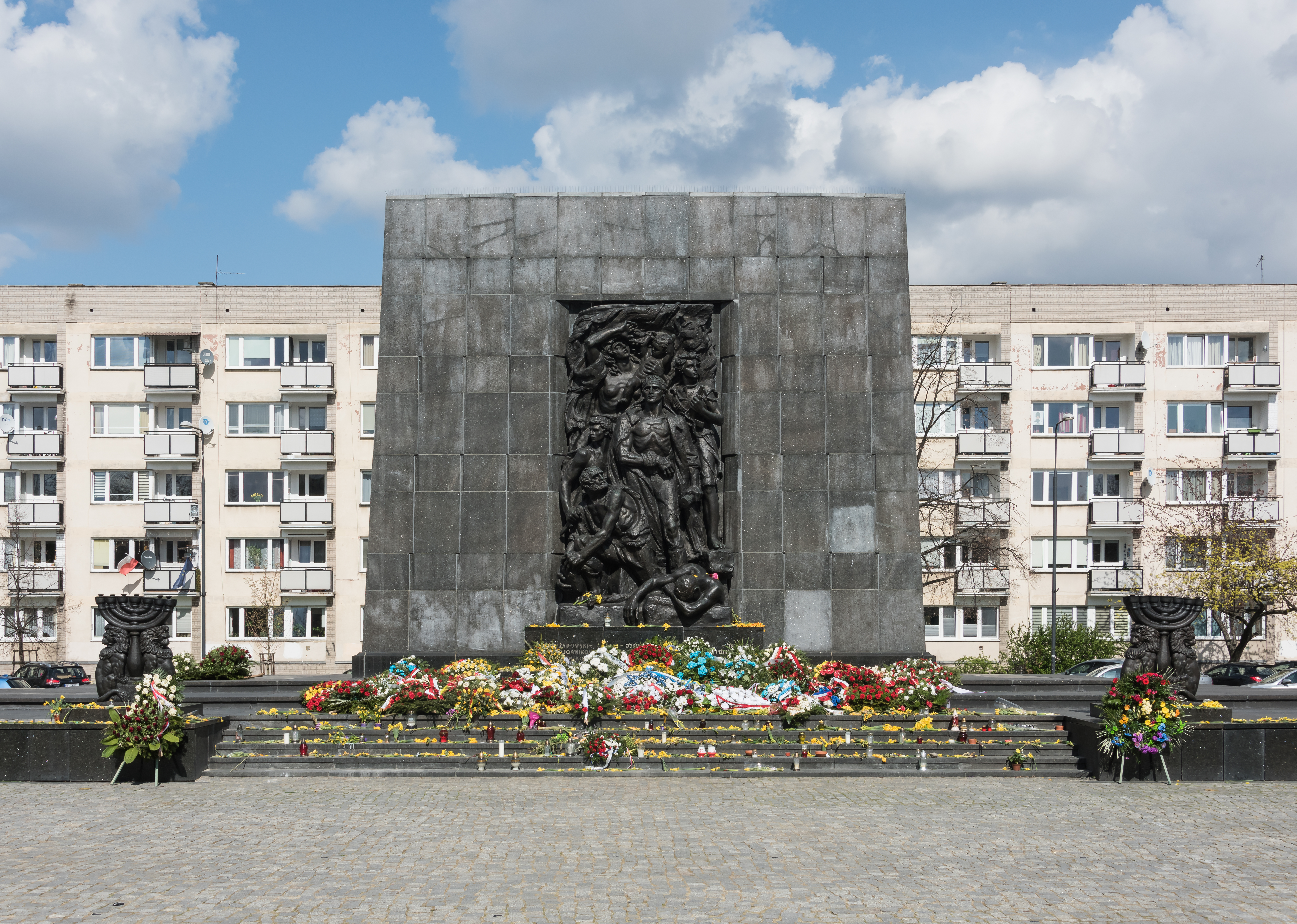
Pomník hrdinů ghetta, Varšava
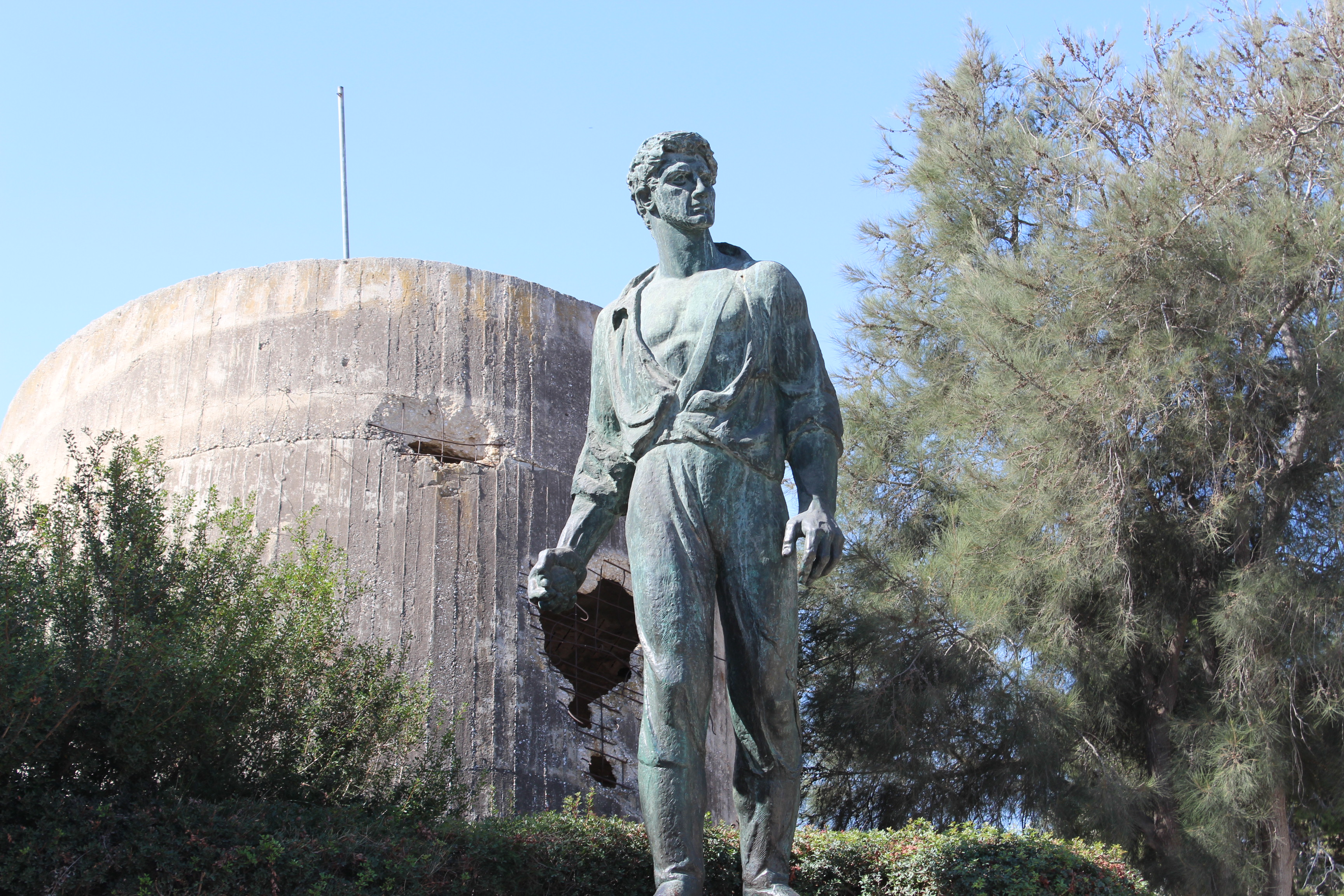
Socha Mordechaje Anielewicze v Jad Mordechaj v Izraeli
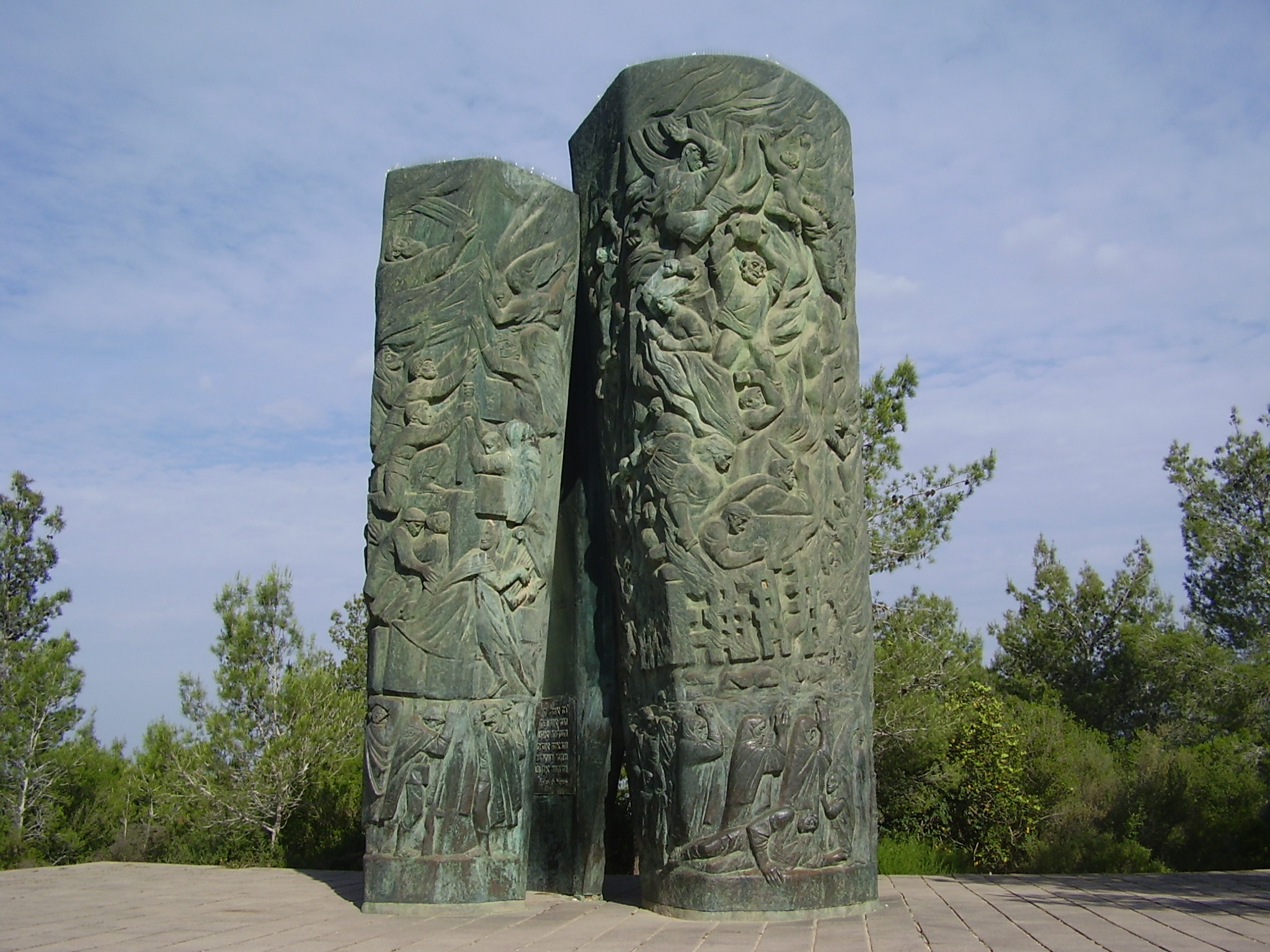
Svitky ohně v lese Mučedníků v Izraeli